# چشم‌های نامحسوس
ردپایی در جاده ، چشم‌های نامحسوس نام فیلمی تلویزیونی به کارگردانی سید محسن موسویان و تهیه‌کنندگی علی اصغر صدیقی است . نویسنده این فیلم حمیدرضا معدنچی است .

## خلاصه داستان
تخلفات رانندگی یک راننده اتوبوس باعث حوادثی می‌گردد.

## بازیگران
- فردوس کاویانی
- بهمن دان
- ابراهیم آبادی
- مجید حاجی زاده
- زهرا اویسی
- کیانوش گرامی
- مهدی میرحسینی
- سعیده عرب
- سیامک اشعریون

## پیشامد مرگبار
در حین تصویربرداری آخرین سکانس فیلم، پیمان ابدی ( سرپرست بدلکاران این فیلم ) بر اثر یک حادثه، جان خود را از دست داد. او در اتوبوس بود و قرار بود روی سطحی که مشخص بود بپرد، ولی وقتی پرید در یک  ثانیه اتوبوس به دلیل وجود سنگ در راه به طرف قسمتی که پریده بود پیچید و  او را زیر کرد و اینطور می‌شود که پیمان ابدی در این فیلم جان خود را از دست می‌دهد.